# Ormoiche
Ormoiche – miejscowość i gmina we Francji, w regionie Burgundia-Franche-Comté, w departamencie Górna Saona.
Według danych z 1990 r. gminę zamieszkiwało 68 osób, a gęstość zaludnienia wynosiła 12 osób/km² (wśród 1786 gmin Franche-Comté Ormoiche plasuje się na 675. miejscu pod względem liczby ludności, natomiast pod względem powierzchni na miejscu 750.).